# Lichtenstein (Osterode am Harz)
Der Lichtenstein ist ein 260,9 m ü. NHN hoher Berg im Südwestlichen Harzvorland. Er liegt nahe Osterode am Harz im niedersächsischen Landkreis Göttingen.
Auf dem Berg, eine Formation des Unteren Buntsandsteins, befinden sich Reste der Burg Lichtenstein, in ihm breitet sich die Lichtensteinhöhle aus.

## Geographie

### Lage
Der Lichtenstein erhebt sich südwestlich des Harzes zwischen Förste im Norden, Osterode am Harz im Ostnordosten, Ührde im Südosten und Dorste im Südsüdwesten; er gehört gänzlich zum Osteroder Stadtgebiet, deren Kernstadt 5,3 (Luftlinie) ostnordöstlich des Berggipfels liegt. Westlich vorbei am Berg, dessen Südwestausläufer der Badenhäuser Berg (221,6 m) ist, fließt der Söse-Zufluss Salza.

### Naturräumliche Zuordnung
Der Lichtenstein gehört in der naturräumlichen Haupteinheitengruppe Weser-Leine-Bergland (Nr. 37), in der Haupteinheit Südwestliches Harzvorland (376) und in der Untereinheit Osterode-Herzberger Vorland (376.2) zum Naturraum Osteroder Buntsandsteinberge (376.22). Sein Nordwesthang fällt in den Naturraum Sösetal (376.20) ab und sein Nordosthang in den Naturraum Osteroder Kalkberge (376.21).

## Schutzgebiete und Bewaldung
Der Lichtenstein liegt im Naturschutzgebiet Gipskarstlandschaft bei Ührde (CDDA-Nr. 378085; 2007 ausgewiesen; 7,05 km² groß) und im Fauna-Flora-Habitat-Gebiet 133 Gipskarstgebiet bei Osterode (FFH-Nr. 4226-301; 13,27 km²).
Im 15. Jahrhundert war der Lichtenstein vorwiegend mit Buchen, sowie mit wenig Hainbuchen, Zitterpappeln und Salweiden bewaldet. Derzeit herrscht ebenfalls dichte Bewaldung vor.

## Burg Lichtenstein, Lichtensteinhöhle und Steinbruch
Auf dem Lichtenstein befinden sich Reste der vor 1404 erbauten Burg Lichtenstein. Vorhanden sind noch der Burghügel sowie Überbleibsel des Burggrabens und der Ringmauer. In der Nordnordwestflanke des Berges wurde 1972 die etwa 135 m lange Lichtensteinhöhle entdeckt, in der Reste von Menschen aus der späten Bronzezeit entdeckt wurden. Auf dem Osthang des Berges wird in einem Steinbruch Gips abgebaut.